# José de Jesús Corona
José de Jesús Corona Rodríguez (* 26. ledna 1981 Guadalajara) je mexický fotbalový brankář. Začínal v klubu Atlas FC a v roce 2003 byl vyhlášen nejlepším nováčkem mexické ligy. V letech 2004–2009 chytal za Tecos UAG a v roce 2005 hostoval v CD Guadalajara v Poháru osvoboditelů. Od roku 2009 je hráčem klubu Cruz Azul. Vyhrál s ním Ligu mistrů CONCACAF 2013-14, Copa MX 2013 a 2018 a Torneo Guardianes 2021. Třikrát byl zvolen nejlepším brankářem ligy.
Za mexickou reprezentaci odchytal 54 mezistátních zápasů. Získal zlatou medaili na Zlatém poháru CONCACAF 2009, Panamerických hrách 2011 a Letních olympijských hrách 2012. Jako náhradník se zúčastnil světových šampionátů v letech MS 2006, MS 2014 a MS 2018.